# Aechmea farinosa
Espèce
Classification phylogénétique
Synonymes
- Aechmea conglomerata Baker
- Lamprococcus farinosus Regel
- Lamprococcus glomeratus Beer

Aechmea farinosa est une espèce de plantes de la famille des Bromeliaceae, endémique du Brésil.

## Synonymes
- Aechmea conglomerata Baker[2] ;
- Lamprococcus farinosus Regel[2] ;
- Lamprococcus glomeratus Beer[2].

## Description
L'espèce est épiphyte.